# Модель Грейнера
Модель Грейнера — классическая модель жизненных циклов и развития организации, разработанная в 70-х годах прошлого века профессором Гарвардской школы бизнеса Ларри Грейнером. Согласно этой теории в организационном развитии компании определяется пять этапов. Это — Творчество, Централизация, Делегирование, Координация и Сотрудничество.
- Творчество — на этом первом этапе развития компании её создатели-единомышленники самостоятельно принимают решения, время от времени советуясь друг с другом. По мере увеличения контрактов возникают рассогласования между решениями разных лиц. Так возникает первый управленческий кризис, который решается переходом на следующую стадию централизации. Количество проектов в год ограничивается 15, а параллельные проекты не превышают двух.
- Централизация — на этом втором этапе организационная структура компании формализуется. Управление становится директивным. Общее количество проектов в год может возрасти до 30, а количество одновременных проектов — до 5. Однако с дальнейшим расширением компании становится трудно контролировать её деятельность на всех уровнях. Наступает необходимость делегировать полномочия, то есть перейти в следующую фазу развития.
- Делегирование — на третьем этапе в реализации проектов параллельно участвуют несколько подразделений. Общее кол-во проектов возрастает до 120, а параллельных — до 25. Из-за конкуренции подразделений за ресурсы организации (финансы, инфраструктура, люди) возникает потребность в общей координации ресурсов и работы подразделений.
- Координация — на четвёртом этапе стиль высшего руководства компании меняется на содействие. Общее количество проектов может достигать 300, а одновременных — 60. Управление выполняется с помощью центров планирований и инвестиций. Подразделения все чаще работают независимо друг от друга и предпочитают заказывать услуги у внешних поставщиков. Как следствие под большие проекты создаются отдельные организации и выполняется переход на этап Сотрудничества.
- Сотрудничество — пятый, самый развитой этап работы организации. Общее количество проектов может достигать 1000, а одновременных — 200. Компании взаимодействуют на уровне совместной постановки цели.

Согласно теории Ларри Грейнера, с развитием организации необходимо менять стили управления в соответствии с описанными выше этапами. Если механизм управления вовремя не меняется, значителен риск потери контроля над работой компании и, как следствие, её уход с рынка.
В 1998 году Грейнер добавил шестой этап, а именно «рост через создание альянсов». Кризис пятого этапа был обозначен как «кризис роста».